# مادران و دختران (رمان)
مادران و دختران رمانی چهارجلدی از مهشید امیرشاهی است. داستان در روزگار پهلوی می‌گذرد و زندگی چند نسل از خانواده ای ایرانی را روایت می‌کند.

## دربارهٔ رمان
چهارپارهٔ مادران و دختران شرح حیات خانواده‌ای اشرافی است از فردای انقلاب مشروطیت تا فردای انقلاب اسلامی. بین ماجراهای هر کتاب با کتاب بعدی حدود ۲۰ تا ۲۵ سال فاصله زمانی وجود دارد.
کتاب نخست، عروسی عباس خان، به تهیه مقدمات عروسی پسر منزه السلطنه می‌گذرد که از خانواده‌های مرفه اواخر دوره قاجاریه به حساب می‌آید. منزه السلطنه زن حریصی است که نه به شوهر در گذشته اش که معتقد است مال و منالی برای او باقی نگذاشته دلبستگی دارد و نه به برادرش که تصور می‌کند ارث پدریش را بالا کشیده محبتی نشان می‌دهد. مشغله فکریش پیدا کردن شوهری با اسم و رسم و نان و آب دار برای دخترش، شمس السلطنه است. اما وقتی برای مشورت در این زمینه به منزل دوست متشخص دوران کودکیش خانم منورالدوله می‌رود، در اثنای صحبت حرف سکینه خانم، جاری منزه السلطنه پیش می‌آید که در قزوین زندگی می‌کند و ثروتمند است و دختری دارد. منزه السلطنه با شنیدن این حرف شوهر یابی برای شمس السلطنه را فراموش می‌کند و تمام فکر و ذکرش متوجه این می‌شود که دختر سکینه خانم را برای پسر بزرگش عباس خان بگیرد. از اینجا ابر و باد و مه و خورشید و فلک در کار می‌شوند که عروس تازه را با جاه و جلال به خانه بیاورند.
کتاب دوم، دده قدم خیر، به زندگی دختران شاهزاده امیرزاده خانم می‌پردازد که از میان آن‌ها مهر اولیاء همسر امیرخان – پسر کوچک منزه السلطنه – شده‌است. دده قدم خیر – از کنیزان امیرزاده خانم – که زنی است محکم و استوار شخصیت محوری داستان را تشکیل می‌دهد ولی ماجراهایی که بر دیگر شخصیت‌ها هم می‌گذرد هر کدام داستان جذاب و کاملی است: عشق ماه‌طلعت دختر اول امیرزاده به شوهرش مؤیدالاسلام - ناسازگاری دختر دیگر، مهربانو، با همسرش، ابوالحسن - زناشویی ماه منیر با هاشم – زاده شدن فرزند دوم مهراولیا و امیرخان – خود کشی پدر سرور – غم‌های سردار مفخم و… و… داستان به سال‌هایی بازمی‌گردد که دادگستری نوین توسط علی‌اکبر داور پایه‌ریزی شده‌است و به بعد از ماجراهای شهریور بیست پایان می‌گیرد.
کتاب سوم ماه عسل شهربانو، به سرگذشت نسلی می‌پردازد که در سال‌های پایانی حکومت رضاشاه به دنیا آمده و نوجوانی خود را در ماجراهای حزب توده و دوران مصدق سپری کرده‌است. این کتاب شرح ازدواج ناموفقی است که نظایر آن را در دو کتاب نخست هم دیده‌ایم. اما اکنون با نسلی [از زنان] سر و کار داریم با تحصیلات عالی در داخل و خارج که روی پای خود ایستاده‌است و برای حل و فصل چنین مسایلی به شورای خانوادگی نیازی ندارد. شهربانو دختر امیر خان، دانشجوی ریاضیات در انگلستان است. تابستان‌ها به خانواده سر می‌زند و در یکی از این سفرها او را به عقد ازدواج ابراهیم درمی‌آورند که دست اندرکار فیلم و سینما و نیم نسلی از شهربانو بزرگتر است. در لا به لای داستان تعدادی از شخصیت‌های دو کتاب قبل را که حالا پا به سن گذاشته‌اند می‌بینیم، به علاوه با نسل جدید خانواده آشنا می‌شویم و خویشان سببی تازه خانواده را هم می‌شناسیم – مثل مادر و پدر و برادر و عمه زاده‌های ابراهیم – که هر کدام عقاید و سوداهای خود را دارند. ماجراهای کتاب سوم بیشتر روشنفکرانه و به اقتضای دوره اش آغشته به ماجراهای سیاسی روز است ولی مهم‌تر و برجسته تر از آن تفاوت‌های نسل نو را با نسل‌های پیشین و رها شدنش را از قید و بندهای گذشته نشان می‌دهد.
حدیث نفس مهراولیا کتاب نهایی چهار پارهٔ مادران و دختران است و چنان‌که از عنوانش بر می‌آید شرح احوال مهراولیاست که نزدیکان اُلی می خوانندش. الی زنی است در سراشیب زندگی که جرقه‌هایی از هوش و سر پرشور دوران جوانیش در پیری هم هویداست – همان هوش و شوری که امکان زندگی را در وطنش از او سلب کرده‌است. در این رمان از خلال خاطرات الی می‌بینیم که چه خواب و خیال‌ها داشته‌است و چه فکر و اندیشه ها! به علاوه با خانوادهٔ غایب و حاضر، با دوستان گذشته و حال، با غم و شادی، با عشق و محرومیت، با شهری که سال‌ها در آن زیسته‌است و زادگاهی که از دیرباز از آن دور افتاده ولی همچنان با چشمان دوران طفولیت می‌بیندش، آشنا می‌شویم.
م سحر این چهارپاره را «چهار مروارید درخشان دریای ادب پارسی» می‌خواند و اضافه می‌کند: «تا آنجا که به من مربوط می‌شود، بیرون از تعارفات معمولاً رایج میان ما ایرانیان ـ که هرگز اهل آن نبوده‌ام ـ می‌توانم و می‌باید بگویم که با نویسنده‌ای روبرو شده‌ام هنرمند که زبان فارسی و نثر او بسیار شیوا و اعلاست، از طنز قوی برخوردار است و به واژگان و اصطلاحاتی احاطه و دسترسی دارد که خیلی از ما مردمان امروزی، آن‌ها را به فراموشی سپرده‌ایم یا در ناخود آگاه فردی و جمعی خود انبار کرده‌ایم و او آن‌ها را بسیار به جا و درست و با هنرمندی تمام در قصه‌هایش به کار می‌برد… قدرت او در توصیف فضاها و روابط و زندگی‌هایی که از زیر غبار خاطرات بیرون آورده شده و جلا داده شده‌اند، آنچنان است که او را در میان نویسندگان معاصر ایران از جایگاه منحصر به فردی برخوردار می‌سازد. افزون برهمهٔ این‌ها اندیشه و فکر او و عشق کم‌نظیر او به آن سرزمین و به آن آب و خاک و به فرهنگ ایران و زبان فارسی و به آزادی ست که در سطر سطر نوشته‌های او موج می‌زنند و این خود ویژگی بسیار مهم و ارزنده‌ای ست که به ویژه در این ایام مثل سیمرغ و کیمیا نادر و کمیاب است.»
شجاع الدین شفا این چهارپاره را چنین توصیف می‌کند: «رمان هزار و چند صد صفحه‌ای مادران و دختران را می‌باید بهترین رمانی دانست که تاکنون در زمینهٔ ارزیابی جامعهٔ ایرانی عصر حاضر و فراز و نشیبهای یک صد سالهٔ آن نوشته شده.»
داریوش همایون در مقاله‌ای با عنوان «نویسنده‌ای در بهترین سنت رمان کلاسیک» می‌گوید: «خانم مهشید امیرشاهی با نخستین کتاب از یک سلسلهٔ چهار جلدی یکی از کامیاب‌ترین رمان‌های روزگاری فارسی را نوشته‌است … مادران و دختران پیش از همه به خواننده احساسی از نیرومندی می‌دهد… رمانی با نثر قوی، ساخت محکم و کشش بسیار. رمانی با چهار ستون استوار، پیراسته از مدعاها و رسالتهای ایدئولوژیک… داستان زنان و مردانی از اجتماع ایران بی هیچ اغراق و تصنع در تابلوهایی ناتورالیستی… واژه‌های فراوان و زیبا چه ادیبانه و چه عوامانه… زبان پخته و لطیف روایت و توصیف… گفتگوها در روانی و غنای خود خنگی راهوار…»